# Meliceae
Meliceae Endl. é uma tribo da subfamília Pooideae.

## Gêneros
Anthochloa - Glyceria - Lophochlaena - Lycochloa - Melica - Pleuropogon - Schizachne - Streblochaete - Triniochloa